# Pavel Laška
Pavel Laška (10. ledna 1907, Věž u Havlíčkova Brodu – 10. prosince 1983, Praha) byl český malíř.

## Život
Narodil se v rodině řídícího učitele Jana Lašky (1851–1959). Celé rané dětství prožil v Okrouhlici, kam se rodina přestěhovala. Tady se potkával s malířem Janem Zrzavým. V letech 1917–1925 navštěvoval Pavel Laška v Havlíčkově Brodě gymnázium Karla Havlíčka Borovského. Po maturitě byl přijat v roce 1925 na Akademii výtvarných umění v Praze do třídy Jakuba Obrovského. V dalším roce přestoupil do třídy Maxe Švabinského, kde do roku 1931 studoval figurální malbu. V roce 1929 byl vyznamenán cenou za malbu. Po ukončení studií odcestoval do Itálie a do Francie. Po návratu působil jako výtvarník a pedagog na Státním reálném gymnáziu v Jindřichově Hradci, v Sušici (1934–1936) a v Táboře, kam se v roce 1937 přestěhoval. Zde bydlel a působil do roku 1948. Na jihu Čech se seznámil s členy uměleckého sdružení Linie, zejména s malířem Karlem Valtrem; s ním ho pojilo celoživotní přátelství. S jihočeskými výtvarníky pak vystavoval od roku 1935 na skupinových výstavách. Věnoval se též grafice.
Po návratu do Prahy působil jako pedagog. Vyučoval od roku 1958 výtvarnou výchovu a kreslení na středních školách, v šedesátých letech do roku 1967 pak na Střední knihovnické škole v Praze. Pro veřejnost také přednášel na téma výtvarné uměni a jak se dívat na obraz. Byl členem skupiny Máj 57 a skupiny Index.
Zemřel v Praze 10. prosince 1983.

### Dílo
První obrazy byly vzpomínkou na pobyt v Bretani. Snažil se vyhýbat konvenci. Ve třicátých letech tvořil v rámci doznívajícího lyrického kubismu, později se dotýkají jeho díla i surrealismu. Obrazy mají svěží barevnou skladbu. Po roce 1948 se uchýlil se svojí tvorbou do soukromí a do veřejného prostoru se pomalu vracel koncem padesátých let. Díla se vyznačují barevnými kontrasty, zajímavá jsou jeho zátiší. Věnoval se i grafice, ve které vytváří jednoduché kresby detailů oživené lidmi i stroji, ale i obrazy fantastických květin a rostlin. Roli hraje protiklad tmy a světla, kdy světlo je dobro, tma je chaos (např. obrázek V květnu 1945, 1946). Stále sledoval zahraniční výtvarné umění a nové směry v něm. Koncem šedesátých let dvacátého století bylo Laškovo dílo zařazeno do souboru československého moderního umění pro mezinárodní výstavy v Itálii (Bologna), ve Spolkové republice Německo (Berlín) a v Jugoslávii. Obrazy jsou v českých galeriích, např. v Alšově jihočeské galerii v Hluboké nad Vltavou, v Národní galerii v Praze, v Galerii hlavního města Prahy a v soukromých sbírkách.

## Výstavy

### Autorské
- 1934 Jindřichův Hradec: Pavel Laška (s Františkem Prchlíkem)
- 1962 Brno Kabinet umění n. p. Kniha: Pavel Laška, Obrazy. 1942–1962
- 1963 Blansko, Kulturní středisko
- 1964 Klub ONV Prahy 6: Pavel Laška. Práce z posledních let
- 1965 Strakonice, Vlastivědné muzeum: Pavel Laška. Obrazy z let 1930–1965
- 1966 Tábor, Muzeum husitského revolučního hnutí Jiskra: Pavel Laška. Obrazy z let 1930–1965
  - Pelhřimov, Kino Vesmír: Pavel Laška. Obrazy z let 1930–1965
- 1969 Praha, Galerie Vincence Kramáře: Laška / Tichý (s Luďkem Tichým)
  - Tábor, Vestibul Divadla Oskara Nedbala: Pavel Laška
- 1974 Brno, Malá galerie Československého spisovatele: Pavel Laška
- 1977 Praha, Galerie československý spisovatel: Pavel Laška. Obrazy a kresby 1941–1976,
- 1980 České Budějovice, Foyer Malé scény Domu kultury ROH: Pavel Laška. Grafika
- 1982 Praha, Galerie Vincence Kramáře: Pavel Laška. Výběr z malířského díla
- 1986 Ostrov nad Ohří: Pavel Laška. Výběr z díla
- 1991 Praha, Ústřední kulturní dům železničářů, Praha: Pavel Laška. Obrazy
- 1998 Havlíčkův Brod, Městské muzeum: Pavel Laška. Osobnost a dílo

### Společné
- 1935–1948 Výstavy se Sdružením jihočeských výtvarníků se sídlem v Českých Budějovicích
- 1938 – 46. výstava Sdružení jihočeských výtvarníků, K.V.U. Aleš, Brno
- 1940 Výstava malířů Jindřichohradecka (Alex, Laška, Plíva, Prchlík, Vobořil), Národní dům, Jindřichův Hradec
- 1941 Členská výstava Sdružení jihočeských výtvarníků, Jednota VÚ, Voršilská ul., Praha
  - 1. výstava Sdružení jihočeských výtvarníků v rámci Salonu jihočeských výtvarníků, Sezimovo Ústí
  - Výstava obrazů, kreseb, grafik a plastik akademických malířů Pavla Lašky, Ády Nováka, Františka Prchlíka a akademických sochařů Jožky Antka, Mirka Stejskala. Salon Výtvarné dílo, Jungmannovo náměstí, Praha
- 1942 II. salon jihočeských výtvarníků, Společenský dům Baťa, Sezimovo Ústí
  - Národ umělcům, Tábor
- 1943 86. členská výstava Sdružení jihočeských výtvarníků, Svaz Českého díla, Praha
  - III. salon jihočeských výtvarníků, Společenský dům Baťa, Sezimovo Ústí
- 1945 Výstava "Táborské pětky", Dům armády, Tábor
- 1946 Členská výstava Sdružení jihočeských výtvarníků, Osvětový dům, Tábor
  - TVAR, Výtvarníci Malostranské besedy, Jarní členská výstava, Malostranská beseda, Praha
- 1966 Tvůrčí kolektiv INDEX, Galerie výtvarného umění, Roudnice nad Labem
- 1967 Tvůrčí kolektiv INDEX, Galerie výtvarného umění, Karlovy Vary a Galerie výtvarného umění Cheb
- 1968 INDEX, Galerie Vincence Kramáře, Praha
- 1969 Laška, Tichý, Galerie Vincence Kramáře, Praha
- 1969 Artisti contemporanei di Praga, Museo Civico, Bologna, Itálie
- 1970 Prager Kunstler, Haus am Kleistpark, Berlín, Spolková republika Německo
  - Sodobna češkoslovaška umetnost, Mestna galerija, Ljubljana, Jugoslávie; Mestna galerija, Piran, Jugoslávie; Salon uluh-a, Zagreb, Jugoslávie
- 1986  České umění 20. století (přírůstky AJG 1980–1985), Alšova jihočeská galerie Hluboká nad Vltavou

## Galerie

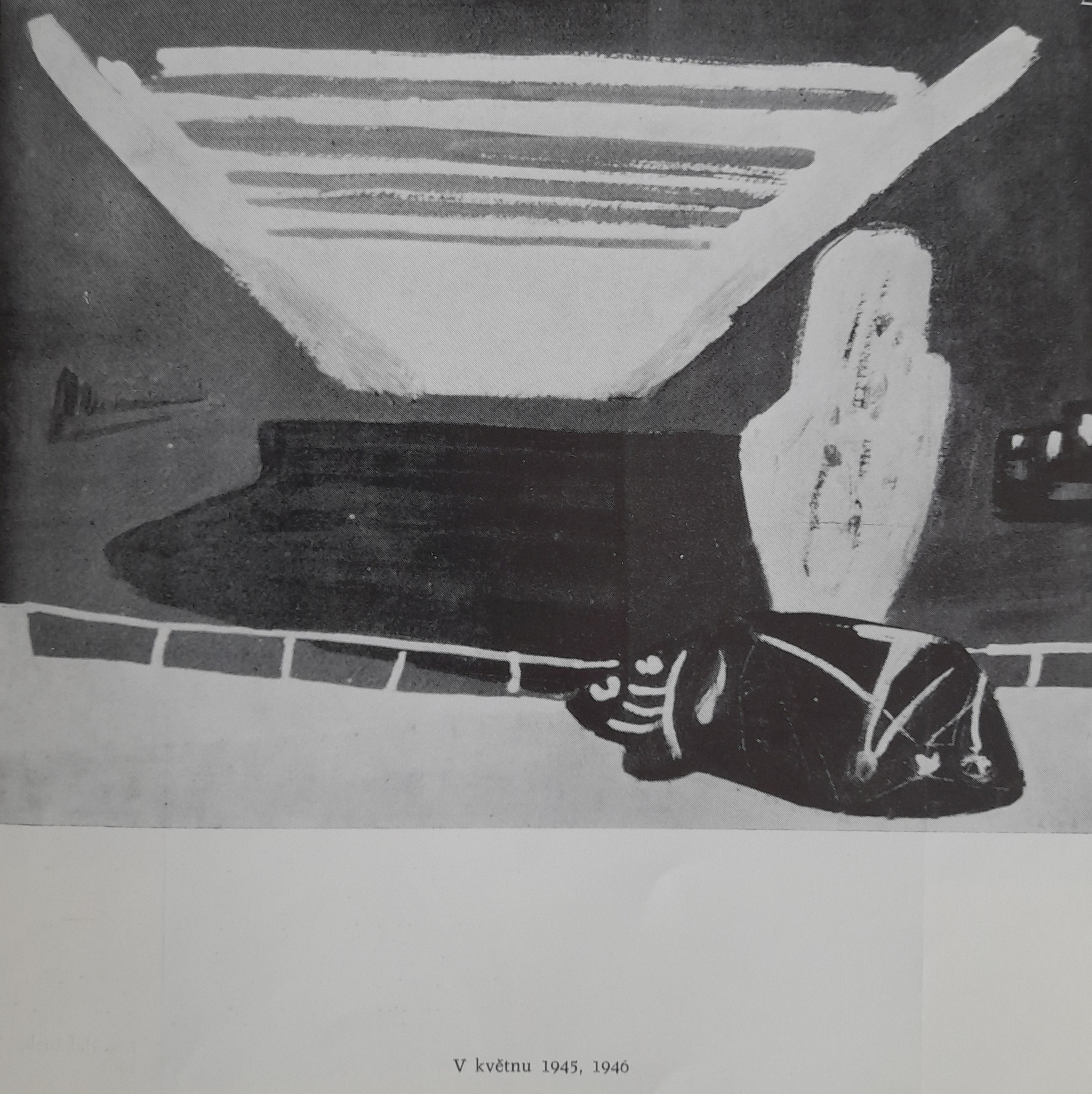
V květnu 1945, 1946
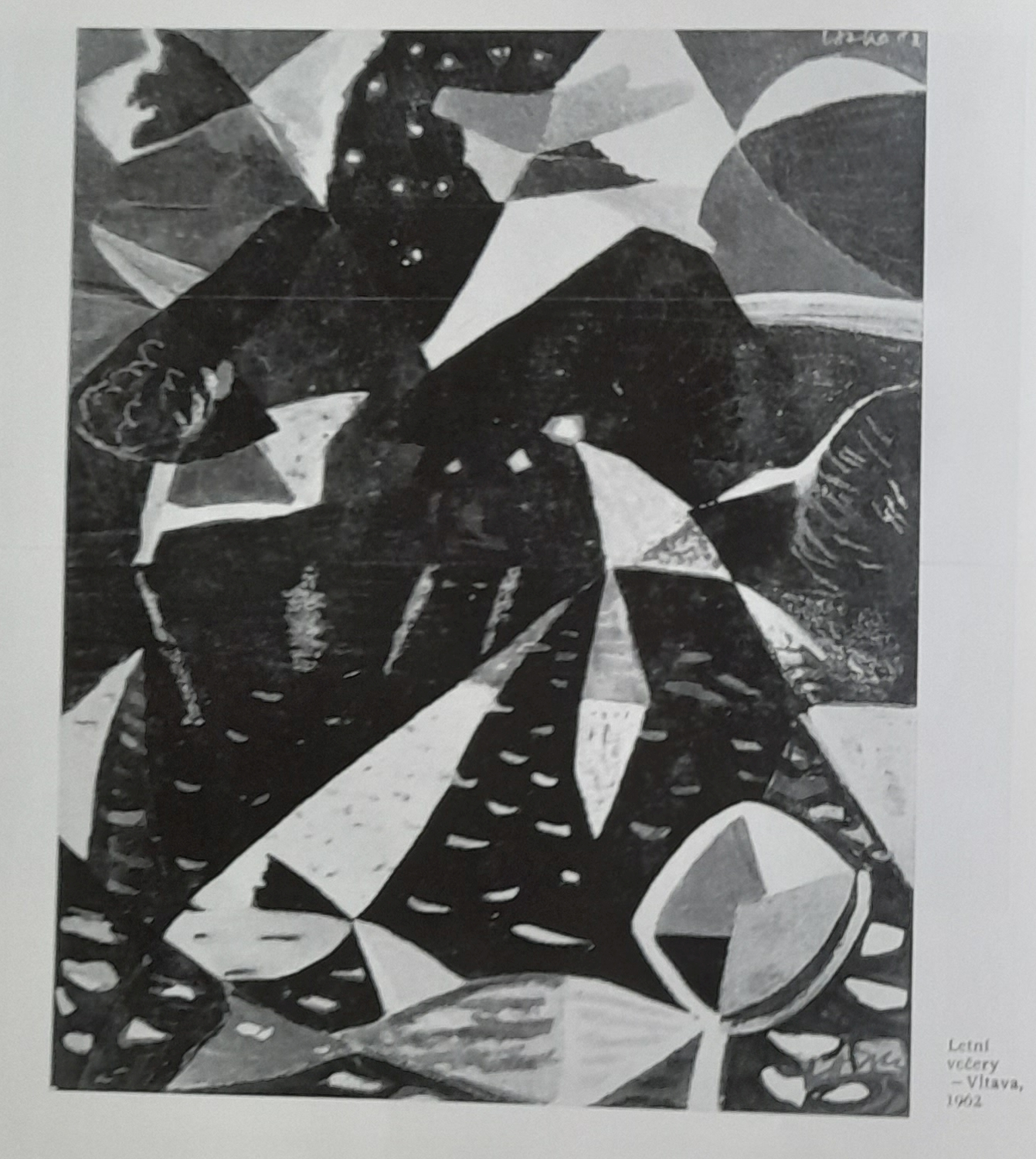
Letní večery – Vltava 1962
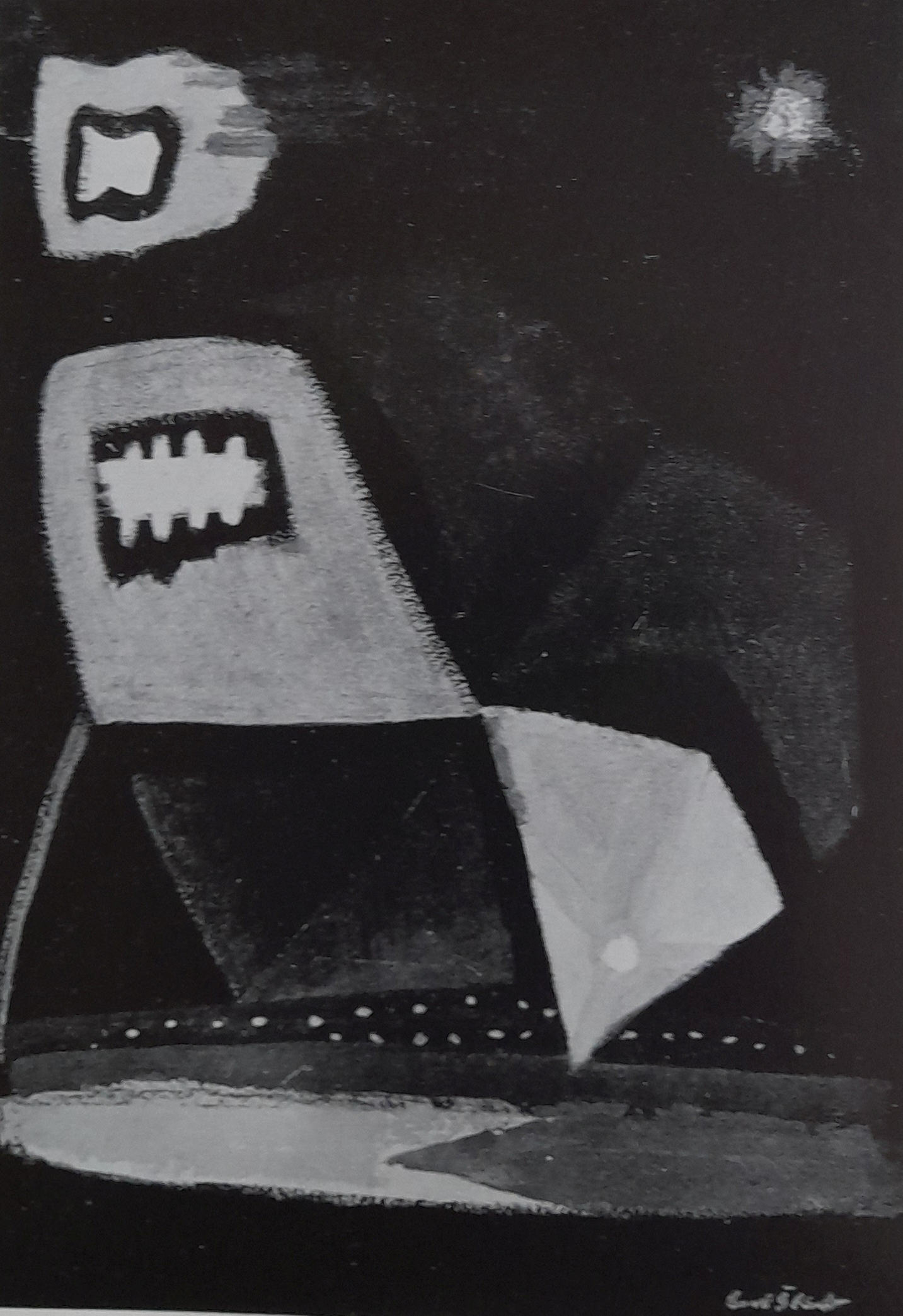
Noc 1963